# 과학기자상
과학기자상은 한국과학기자협회가 과학 및 의학 분야 기자들의 취재 보도를 격려하며, 창의적이고 전문적인 보도를 지향하고 2014년 5월 제정한 상이다. 이달의 과학기자상이라고도 한다.

## 역대 수상자
|        |      | 수상자               | 수상기사                                                                       |
| ------ | ---- | -------------------- | ------------------------------------------------------------------------------ |
| 2014년 | 5월  | 임소형(한국일보)     | 엉터리 화물 적재 방식이 배 전복 위협한다                                       |
| 2014년 | 6월  | 김양중(한겨레신문)   | '성조숙증'아이는 키 안큰다? 염려가 병!                                         |
| 2014년 | 7월  | 권건호(전자신문)     | 문이과 통합 교과과정에서 과학 교육 축소 우려                                   |
| 2014년 | 8월  | 주혜진(헬스경향)     | 이른둥이, 남 얘기가 아닙니다                                                   |
| 2014년 | 9월  | 박건형(서울신문)     | ‘오락가락 미래부 정책…산하기관만 패닉’                                         |
| 2014년 | 10월 | 정명진(파이낸셜뉴스) | ‘인체조직 공용 보관·논문 공개로 윤리문제 해결해야’(2014년 9월 11일)            |
| 2014년 | 11월 | 우승호(서울경제신문) | 정부 R&D 10건 중 6건 '셀프과제'로 나눠먹기’                                    |
| 2014년 | 12월 | 이용권(문화일보)     | 의료사고 느는데...병원‘쉬쉬’ 정부‘깜깜’                                        |
| 2015년 | 1월  | 정연욱(KBS)          | ‘달 탐사 졸속 추진 우려…일정 촉박 지적 무시’(2014년 11월 18일)                 |
| 2015년 | 2월  | 김양중(한겨레신문)   | ‘전공의 빈익빈부익부 실태’(12월15일자)                                         |
| 2015년 | 2월  | 장윤형(국민일보)     | ‘점수따기 올인 환자진료 뒷전…2주기 맞는 의료기관인증제 부작용 속출’(1월 5일자) |
| 2015년 | 3월  | 변지민(동아사이언스) | ‘일반상대성이론 100주년’                                                       |

## 같이 보기
- 관훈언론상
- 삼성언론상
- 올해의 과학기자상
- 이달의 기자상
- 이달의 방송기자상
- 한국기자상
- 한국방송기자대상